# Hermann Maron

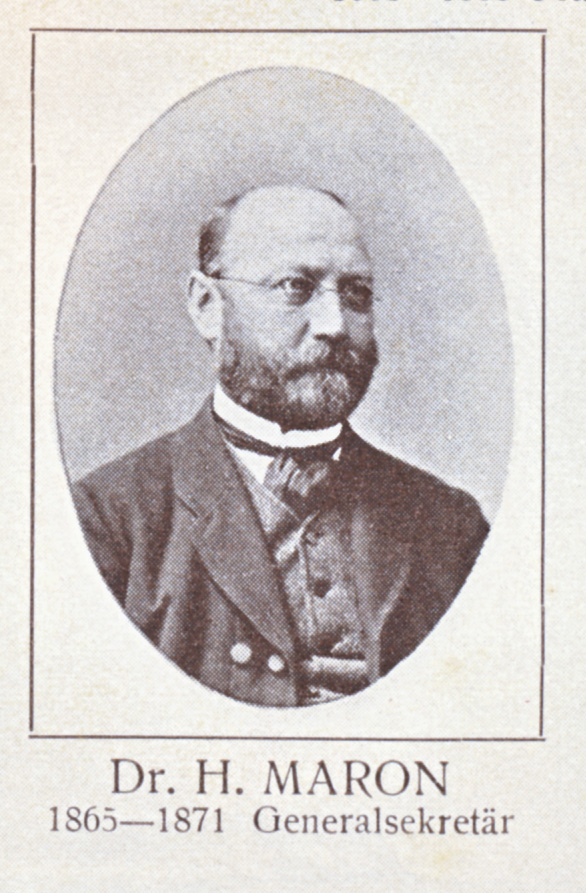
Hermann Maron um 1870

Friedrich Wilhelm Hermann Maron (* 28. Juni 1820 in Koblenz; † 27. Dezember 1882 in Berlin) war ein deutscher Journalist, Landwirt, Sekretär des Deutschen Handelstages, Reisender und Revolutionär.

## Leben

### Kindheit, Revolution 1848/49 und Dissertation
Friedrich Wilhelm Hermann Maron wurde am 28. Juni 1820 in Koblenz geboren und dort am 18. Juli 1820 evangelisch in der Florinskirche getauft, die damals als protestantische Kirche diente. Die Familie Maron war, ebenso wie die von Theodor Fontane, hugenottischen Ursprungs. Die Vorfahren der Mutter, Johanna Maria Henriette Mengering (* 23. März 1798; † 12. Juni 1876), sind 1567 vor der Inquisition unter Herzog Alba nach Halle geflohen. Auch väterlicherseits wies die Familie viele Forstmänner in ihrer Genealogie auf. Sein Vater, der Oberförster Ernst Wilhelm Maron, der sich 1813 freiwillig zur preußischen Armee gemeldet hatte, machte sich am 19. März 1819 als Hauptmann mit seiner Frau und seinem am 10. Februar 1819 geborenen Kind Oskar auf, um nach Köln zu reisen. Er musste dort seinen Dienst antreten. Der Knabe starb im Juni 1819 in Köln. Die Eltern hatten am 15. Mai 1817 in Schlochau geheiratet. Der ältere Bruder Oskar starb bereits im Juni 1819 in Köln an einem Fieberanfall. Seine frühe Jugend verlebte Maron in Schlochau beim Großvater Friedrich Mengering. „In dieser Zeit (8. Januar 1830) ging ein Rescript des Finanzministers Friedrich Christian Adolf von Motz ein, nach welchem ich zum Forstinspector der Forstinspection Königsberg-Moditten mit dem Titel als Forstmeister ernannt wäre. (…) Gleichwohl war ich über diese, über mich getroffene Bestimmung glücklich, da sie meinen Wirkungskreis erweiterte und meine Erfahrungen über die eigenthümlichen Wirthschaftsverhältnisse in den ostpreußischen und litthauischen Forsten dermaßen bereicherte, daß ich der Vorsehung für diese Fügung sehr dankbar war, wenn auch die Auflösung der Wirthschaft in Podanin und der Umzug mit einer Familie von 7 Personen auf 62 Meilen mit manchen Opfern verbunden war.“ schrieb Ernst Wilhelm Maron. Damit sind die Mutter Henriette, Hermann Maron, der Oberförster Ernst Louis Ottomar Maron (1823–1885), der Landwirt Robert Richard Emil (* 1826), Henriette Emma (getauft 1828) und Adelheid (1828–1848), die an einem Unfall verstorbenen ist, gemeint. Die drei letztgenannten Kinder wurden in Kolmar/Posen getauft. Bis 1831 verlebte Maron seine Kindheit mit der Mutter und seinen Geschwistern bei den Großeltern Mengering in Schlochau, weil der Vater dienstlich häufig unterwegs war und das Einkommen sehr mäßig ausfiel.
Maron besuchte ab 1831 das Kneiphöfische Gymnasium in Königsberg, ab Frühjahr 1834 das Königlich katholische Gymnasium in Oppeln sowie ab Frühjahr 1836 das Königliche Comenius-Gymnasium in Posen. Durch Privatunterricht vorbereitet, erhielt er am 21. September 1839 vom Direktor Ernst Ferdinand August (* 1795; † 1870) des Cöllnischen Real-Gymnasiums in Berlin sein Zeugnis der Reife ausgehändigt. Am 30. Oktober 1839 immatrikulierte sich Maron an der theologischen Fakultät der Friedrich-Wilhelm-Universität zu Berlin, auch sein Vater sollte ursprünglich Theologie studieren. Marons Studium in Berlin währte bis zum 22. März 1842. Er war kein sehr fleißiger Student, denn er besuchte in jedem Semester nur eine einzige Vorlesung, im letzten Semester sogar keine. Er hörte die ersten zwei theologischen Vorlesungen bei Professor August Neander; dann bei den Professoren August Twesten und Wilhelm Vatke je eine Vorlesung. Während seiner Berliner Studienzeit schloss er enge persönliche und politische Freundschaft mit Julius Faucher, die bis zu dessen Tod 1878 anhielt. Seine erste und einzige theologische Publikation gegen die deutschkatholische Richtung von Johannes Ronge veröffentlichte Maron 1845 in Leipzig (Der religiöse Fortschritt unserer Zeit mit Beziehung des von Ronge und Johannes Czerski beregten Streitpunkte). In Berlin kam er auch mit dem Kreis der sogenannten „Freien“ um Max Stirner, Bruno Bauer und Edgar Bauer und einigen anderen zusammen. Nach dem Studium betätigte er sich als Landwirt ab 1843 auf dem väterlichen Gut in Grzybno, Provinz Posen, und studierte in den Jahren 1843 bis 1844 „mit größtem Fleiß“ an der landwirtschaftlichen Akademie zu Regenwalde (polnisch: Resko) in Hinterpommern bei Stettin unter dem Direktor Dr. Carl Sprengel.
Im September 1845 nimmt er, gemeinsam mit seinem Vater, Ernst Wilhelm Maron, an einem Kongress der Land- und Forstwirte in Breslau teil, der mehr als 950 Teilnehmer hatte. Schon am 7. April 1847 ist Maron zusammen mit seinen Freunden Julius Faucher und John Prince-Smith Mitbegründer des Freihandelsvereins in Berlin. Zu den Auseinandersetzungen um den Freihandelsverein schrieb Maron eine kleine Broschüre: Mein Freihandel. Ein Separatvotum von H. Maron, Mitglied des Berliner Handels-Vereins gegen das Programm desselben. An der Märzrevolution in Berlin vom 18. März 1848 war er führend beteiligt und wurde vom Ausschuss der Demokraten nach Stettin delegiert. Er dokumentierte in einem namentlich gezeichneten Bericht über die Gründung eines Berliner Arbeiterklubs in der Berliner Zeitungs-Halle seine Sympathien für die junge Arbeiterbewegung.
Ab 24. August 1848 bis Ende 1849 ist er gemeinsam mit Eduard Tiessen Redakteur der Ostsee-Zeitung und Börsen-Nachrichten der Ostsee, die auch die demokratischen Flüchtlinge um Karl Marx in London finanziell unterstützen. Maron schrieb dort programmatisch: „Wir werden den bisher wohlverdienten Ruf als Vorkämpfer des freien Handels auch in der Zukunft zu rechtfertigen streben. (…) Wir erkennen sowohl in ihr als in der socialen Frage nur ein Prinzip an, das im Stande ist, unsere Zustände einer gedeihlichen Lösung entgegen zu führen; das ist das Prinzip der Freiheit. […] Wenn daher andere demokratische Organe nach socialistischen und communistischen Principien greifen, um die ungebildeten Massen für die Seite der Demokratie zu bestechen und zu gewinnen, so müssen wir erklären, solche Mittel nicht anwenden zu können oder zu wollen (…) das Eigenthum darf nicht erschüttert werden.“
1848 heiratet Maron seine Frau Dorothea, eine Schriftstellerin aus Schlesien. Von ca. 1850 bis 1853 lebt er auf seinem eigenen Gut in Ober-Heyduk (Chorzów) in Schlesien, das er aber 1853 verkaufte. Im gleichen Jahr legte er sich das Rittergut Nieder-Ellgut mit Colonie Ellgut im Kreis Groß-Strehlitz, bei St. Annaberg, als Allodial in Oberschlesien zu. Das Gut hatte eine Größe von 827 Morgen.
1858 hielt Maron einen Vortrag im Land- und forstwirtschaftlichen Verein Oppeln über künstliche Düngemittel, den er auch zur Dissertation mit einreichte. Im Wintersemester 1858/59 – ab 15. Oktober – hielt er Probevorlesungen: Theorie der Fütterung; Futtergewächsbau als Dozent an der preußischen Landwirtschafts-Akademie in Poggelsdorf bei Bonn „mit Genehmigung des Ministers behufs Vorbereitung zum akademischen Lehramt“, um dann – vermutlich – an der höheren landwirtschaftlichen Lehranstalt zu Proskau bei Oppeln eine Stellung zu erlangen. Maron promovierte in Jena, ähnlich wie Emanuel Geibel, Robert Schumann oder Karl Marx In absentia (in Abwesenheit) mit einer zwölfseitigen Dissertation zum Thema: Oeconomia politica et falus publica (Politische Ökonomie und das Wohl des Staates). Friedrich Gottlob Schulze (1795–1860), Professor der Staats- und Cameralwissenschaften, war nicht besonders begeistert von der Dissertation, hielt sie aber für genügend. Die Promotionsurkunde wurde am 25. Februar 1859 ausgestellt und ist von Schulze und dem Dekan Kuno Fischer sowie von sechs anderen Professoren der Fakultät unterschrieben. Seinen Antrag auf Promotion hatte Maron am 1. Januar 1859 mit einem Schreiben aus Nieder-Ellguth eingereicht. Seine Schrift Extensiv oder Intensiv? Ein Kapitel aus der landwirthschaftlichen Betriebslehre diente vermutlich seiner zusätzlichen Qualifizierung als Lehrender an einer landwirtschaftlichen Akademie.

### Expedition nach Japan und China

Mitglieder der preußischen Ostasien-Expedition 1860–1862 (ohne Hermann Maron)

Durch die Bekanntschaft seines Vaters mit Landwirtschaftsminister Graf Pückler, der 1835 bis 1858 auch Regierungspräsident in Oppeln war, wurde Maron als landwirtschaftlicher Sachverständiger Mitglied der preußischen Expedition nach Japan, China und Ostasien durch Pückler bestimmt, obwohl es auch 13 andere Bewerber gab. Die preußische Expedition wurde von Graf Eulenburg geleitet und hatte das Ziel, den Handel mit Japan und China zu sichern und militärische Stützpunkte zu erwerben. Von Februar 1860 bis April 1862 dauerte seine Reise über Hamburg, Madeira, Rio de Janeiro, Singapur, China, Japan und Formosa. Darüber berichtet er in zahlreichen gedruckt vorliegenden Berichten, die von Fachwissenschaftlern wie Justus Liebig gewürdigt wurden. Einer der preußischen Expeditionsteilnehmer, der Maler Wilhelm Heine, der schon vorher in Japan gewesen war, und der Michail Bakunin von den Dresdner Barrikadenkämpfen von 1849 her kannte, traf im August / September 1861 in Yokohama den flüchtigen Bakunin. Ob Maron davon wusste oder dabei war, ist nicht genau belegt. Im November 1862 schloss er seine zweibändige Schilderung der Expedition ab. Ob Hermann Maron auch der Verfasser von Einleitendes zum Verständnis der japanischen Zustände im offiziellen Reisebericht der preußischen Expedition ist, wie Johann Georg Kohl vermutet, ist nicht bewiesen. Direkt aus Japan sandte er seinen Bericht an den Minister für die landwirthschaftlichen Angelegenheiten über die japanische Landwirthschaft der in ganz Deutschland und im Ausland große Beachtung fand. Marons Bericht wurde häufig nachgedruckt und übersetzt. Der bekannte Chemiker Liebig bat Maron, seinen Bericht abdrucken zu dürfen, und Hermann Maron stimmte dem am 28. Oktober 1862 zu: „Ihr Anerbieten in Betreff Ihrer 7ten Auflage Ihrer Agriculturchemie nehme ich sehr dankbaren Herzens an.“

### Deutscher Handelstag
1863 wurde Maron zum Sekretär des Deutschen Handelstages gewählt. Auf dem vom 4. bis 11. September 1863 in Berlin tagenden internationalen statistischen Kongress, der vom Innenminister Graf Eulenburg eröffnet wurde, waren Dr. H. Maron, Redacteur in Berlin und sein Vater Ernst Wilhelm Maron, Oberforstmeister und Oberstlieutenant a. D. in Oppeln zugegen, wie das Protokoll von 1865 ausweist. Vermutlich war auch Hermann Maron Freimaurer. Jedenfalls war es sein Vater. Zum 50-jährigen Maurer-Jubiläum von Ernst Wilhelm Maron in der St. Johannis Loge „Psyche“ in Oppeln wurde am 24. Juni 1864 eine Maron-Stiftung mit 600 Talern Kapital gegründet.
Marons Artikel „Stenographie“ in der Nummer 51 des Berliner Beobachters vom Dezember 1865 lieferte den Stoff einer mehrwöchigen Diskussion in der Vossischen Zeitung.
Im Jahre 1866 wurde Maron Gründungsmitglied und Schriftführer des Berliner „Verein zur Förderung der Erwerbsfähigkeit des weiblichen Geschlechts“ (seit 1872 „Lette-Verein“), der sich mit der Frauenerwerbsarbeit und der Ausbildung von Frauen beschäftigte und bis heute beschäftigt.
Gleichzeitig mit der Redaktion des Berliner Beobachters übte Maron auch das Amt eines besoldeten Generalsekretärs des deutschen Handelstages vom 29. März 1863 bis zum 1. April 1871 aus. Sein Gehalt betrug nur 1 200 Taler, das seines Vorgängers aber 1 500 Taler. In seiner Funktion als Sekretär des Handelstages veröffentlichte Maron auch einige Publikationen wie: Aufruf zur Gründung einer Häuserbau, Materialien zum Zolltarif. Zusammenstellung der auf den Zolltarif bezüglichen Anträge und Petitionen sowie der Verhandlungen des ersten deutschen Zollparlaments. Im Anhange: Der neue Zolltarif im Auftrage des bleibenden Ausschusses des Deutschen Handelstages oder hielt Referate: Die gegenwärtige Lage der Binnenschiffahrts-Gesetzgebung und nahm an Diskussionsveranstaltungen teil.

### Das Ende und der Selbstmord
Marons Vater, Ernst Wilhelm Maron, der seit 1863 pensioniert war, verstarb am 28. März 1882 in Mirow / Mecklenburg-Strelitz. Sein Vater war ebenso wie sein Bruder Louis vermögenslos. Deshalb musste sich Hermann Maron in seinen letzten Lebensjahren als Mitarbeiter mehrerer Zeitungen seinen Lebensunterhalt verdienen und hatte trotzdem nur ein spärliches und kaum ausreichendes Einkommen. Das Zeilenhonorar lag oft nur bei 40 Pfennigen. 1880 wandte sich Maron an der preußischen Landwirtschaftsminister Robert Lucius von Ballhausen, der als Schiffsarzt der preußischen Ostasien Expedition teilgenommen hatte.

„Ew. Excellenz, ist es aus persönlicher Wahrnehmung bekannt, daß ich an der ostasiatischen Expedition in den Jahren 1860/62 als Kommissarius des landwirthschaftlichen Ministeriums teilgenommen habe; ich darf daher von einem formalen Nachweise der Thatsache Abstand nehmen. Nachdem ich im Wintersemester 1858/59 auf Verfügung des damaligen landwirthschaftlichen Ministers Herrn Grafen Pückler an der Akademie zu Poppelsdorf docirt hatte, um meine Befähigung für das landwirthschaftliche Lehramt nachzuweisen, wurden die Verhandlungen wegen Theilnahme an der Expedition mit mir angeknüpft. Im Laufe derselben eröffnete mir Herr Graf Pückler, daß ich selbstverständlich ›auf eine meinen Verhältnissen entsprechende Anstellung im Staatsdienst würde rechnen können. Bei meiner Rückkehr nach Europa fand ich einen Wechsel im Ministerium vor. Der Nachfolger des Herrn Grafen Pückler, Herr Graf Itzenplitz nahm aus mir niemals angegebenen Grunde davon Abstand, mich im Staatsdienst zu beschäftigen. Es bleibt mir dafür kaum eine andere Erklärung übrig, als eine interessirte Denunziation meiner, übrigens sehr harmlosen politischen Antezedalien aus den Jahren 1848/49. So war ich darauf angewiesen, meinen Weg wieder von vorne an durch die Welt zu suchen. Doch es kann dies Heute nicht mehr Gegenstand eines Vortrages an sich sein, mit dem ich Ew. Excellenz behelligen möchte. Wohl aber glaube ich, die Aufmerksamkeit Ew. Excellenz für ein Nachspiel erbitten zu dürfen, welches als ein Spiegelbild damaliger büreaukratischer Verwaltung in Preußen gelten mag, ein Nachspiel, welches mit einem positiven finanziellen Verlaufe für mich verbunden war und noch gegenwärtig ist. (…) Nach Europa zurückgekehrt reichte ich sodann einen sehr viel umfangreicheren und eingehenderen Bericht über die chinesische Landwirthschaft ein. In meinem Begleitschreiben vom 24. August 1862 bat ich im Hinweis auf den Umfang des Berichts und unter Betonung meines persönlichen finanziellen Interesse um die Erlaubniß, denselben selbständig und für eigene Rechnung veröffentlichen zu dürfen. Unter dem 21. November desselben Jahres erhielt ich meinen Brief mit einem abschlägigen Bescheid zurück. (…) Meine juristische Verpflichtung darauf zu warten, mußte in höchsten Grade zweifelhaft sein; auch hatte ich meiner Bitte viel mehr den Charakter einer Höflichkeitsform als der einer dienstlich bindenden Aktes beigemessen. Da ich aber auf diese Bitte unter der oben angegebenen Motivierung einmal abschlägig beschieden war, hielt ich mich moralisch für gebunden. So blieb das unter Schweiß und mit vielen Beschwerden geborene Manuskript in meinem Schreibtisch liegen, – wo es noch heute liegt.“

Der Minister gewährte Maron nur die geringe Summe von 300 Talern.
In seiner Verzweiflung schrieb Maron zwei Abschiedsbriefe, den einen an seinen Vermieter, den Theaterdirektor Rudolf Ferdinand Rosseck:

„Berlin, 27. Dezember 1882. Sehr geehrter Herr R.! Die Kunde von der That, die ich begehen mußte, wird schneller zu Ihnen gedrungen sein, als diese Zeilen. Hier durch theile ich Ihnen mit, daß heute Mittag der Gerichtsvollzieher G. (Oranienburgerstraße) in meiner Wohnung zu erwarten ist, um Möbel zur Pfandkammer zu bringen. Wahren Sie Ihr Vorzugsrecht. Es handelt sich um 200 Mark, eine zweite Siegelung beläuft sich (von anderer Seite) auf 50 Mark. Auch liegt ein Einkommensteuersiegel irgendwo an. Andere Sachen sind nicht eingeklagt. Im Interesse meiner übrigen Gläubiger außer Ihnen und den Vorgenannten wäre es mir lieb (Sie haben ja Miethsanspruch bis zum ersten April), wenn die Sachen noch in der Wohnung bleiben, von gerichtlich vereidigten Personen geordnet und ein vollständiges Inventarium aufgenommen werden könnte, Erben habe ich nicht, und diejenigen, welche ich habe, werden die Erbschaft sicher nicht antreten. Wenn mein Nachlaß aber so behandelt und dann verauktionirt wird, so glaube ich, daß alle Gläubiger befriedigt werden können. Was Sie thun können, daß der Weinhändler Herr A. K. befriedigt wird, das thun Sie vor allen Dingen. Ich sende Ihnen meinen letzten Gruß durch diese meine letzten Zeilen. Ihr hochachtungsvoll ergebener Dr. H. Maron.“

Den anderen Abschiedsbrief richtete Maron an die Redaktion des Berliner Tageblatts bzw. deren Chefredakteur Arthur Levysohn:

„Ich scheide aus diesem Leben, weil ich eben nichts mehr zu – leben habe. Im 63. Jahre ohne Vermögen, ohne Stellung, finde ich meine geistige und körperliche Arbeitskraft aufgezehrt; vor mir eine Zukunft von Hunger, Elend und Schande; kleine Schulden bedrängen mich von allen Seiten; alle Pläne, alle Hoffnungen auf Erwerb sind gescheitert, – was soll mir das Leben, qualvoll und aufreibend seit Jahren? So gehe ich denn! Für mich würde ich jedes Wort der Entschuldigung überflüssig halten. Wohl aber bin ich eine Erklärung schuldig in Bezug auf eine andere Person. Ich nehme meine Frau mit mir; in 34jähriger kinderloser Ehe war sie mir während eines wechselvollen oft sturmdurchpeitschten Lebens die liebevollste Gattin und Freundin. Kränker und noch älter als ich, würde sie nach meinem Tode unter den gegenwärtigen Verhältnissen gänzlich hilflos sein. Das Elend wäre grauenvoll, und soweit mein Sehkreis auf dieser Erde reicht, sehe ich keine Hand, die bereit und zugleich stark genug wäre, sie zu retten. Wenn ich sie daher mit mir nehme ins Jenseits, so ist das ein Werk der Barmherzigkeit, der reinsten Liebe. Unsern letzten Gruß Allen denjenigen, denen daran gelegen ist! Und somit Gott befohlen, Dr. H. Maron.“

Nach einem Frühstück erschoss Maron seine nichtsahnende Frau und dann sich selbst.

### Überlieferte Gedichte
Das verzauberte Schloß.

Von alten Schlössern und Burgen

Manch Mährlein mir sich erschloß,

Von allen aber, ihr kennt sie,

Die Mähr’ vom verzauberten Schloß.

Mir ist’s als ob mein Herze

Solch Schlößlein gewesen sei,

Drin gab es viel Banquette

Und lustiges Turnei.

Viel stolze Ritter und Knappen

Und schöne Edelfrau’n,

Die waren in Seidengewändern

In dieser Burg zu schaun.

Da kam ein böser Zaub’rer,

Zeitgeist ward er genannt,

Der hat mit seinem Fluche

Das stolze Schloß gebannt.

Da sind verdorret die Blumen,

Die Vöglein all’ verstummt,

Es hat das Schloß in Wolken

Sich finster eingemummt. –

Und ist eine Königin kommen,

Die hat mit rotem Mund

Mein Herze wach geküsset,

Da ward’s vom Zauber gesund.

Es sprießen wieder die Blumen,

Die Vöglein singen hell, –

Nun bin ich wieder, wie ehe,

Ein fröhlicher Gesell!
H. Maron.
Hinaus! Hinaus!

Saatengrün, Veilchenduft,

Lerchenwirbel, Amselschlag,

Sommerregen, linde Luft,

Wenn ich solche Worte singe,

Braucht es da noch großer Dinge,

Dich zu preisen, Frühlingstag?

### Maron und Fontane
Theodor Fontane lernte seinen Erinnerungen zufolge Maron im Sommer 1840 in Berlin kennen. Diese und die folgenden Begegnungen mit Maron beeindruckten Fontane so sehr, dass er vier literarische Versuche machte, in denen er seine Treffen mit Maron literarisch zu gestalten versuchte. Von zentraler Bedeutung ist dabei ein Gedicht, dessen Refrain Ich mach ein schwarzes Kreuz dabei lautet. „Das von Fontane angeführte und erst im Zuge der Neuedition von ‚Von Zwanzig bis Dreißig‘ wiederentdeckte Gedicht trägt nicht den Titel ‚Ich mach’ ein schwarzes Kreuz dabei‘, sondern lautet: ‚Gestorben!‘. Es erschien in Nr. 170 des ‚Berliner Figaro‘ vom 24. Juli 1839.“ Es ist eins von elf Gedichten, die Maron zwischen dem 14. Juli und 23. August 1839 im Berliner Figaro veröffentlichte. Fontane dürfte Maron also schon im Sommer 1839 kennengelernt haben. In späteren Jahrgängen des Berliner Figaro sind keine weiteren Publikationen Marons nachweisbar.
In Von Zwanzig bis Dreißig schreibt Fontane:

„Wir, Fritz Esselbach und ich, kamen vom Tiergarten her und schlenderten über den Karlsplatz fort, auf die Oranienburger Straße zu, an deren entgegengesetztem, also ganz in der Nähe des Haackschen Marktes gelegenen Ende Fritz Esselbach wohnte. Als wir bis an die Ecke der Auguststraße gekommen waren, sah ich, daß hier, eine Treppe hoch, gerad über der Tür eines Materialwarenladens, ein junger Mann im Fenster lag und seine Pfeife rauchte. Fritz Esselbach grüßte hinauf. Der junge Mann, dem dieser Gruß galt – ein Mädchenkopf, mit einer in die Stirn gezogenen gelben Studentenkappe – wirkte stark renommistisch; noch viel renommistischer aber wirkte seine Pfeife. Diese hatte die Länge eines Pendels an einer Turm- oder Kirchenuhr und hing, über die Ladentür fort, fast bis auf das Straßenpflaster nieder. Vor der Ladentür, weil gerade „Ölstunde“ war, war ein reger Verkehr, so daß die Pfeife beständig Pendelbewegungen nach links und rechts machen mußte, um den Eingang für die Kunden, die kamen, freizugeben. Natürlich wär es für den Ladeninhaber, der zugleich Hausbesitzer war, ein kleines gewesen, sich dies zu verbitten, er ließ den Studenten da oben aber gern gewähren, weil dieser seltsame Schlagbaum ein Gegenstand stärkster Anziehung, eine Freude für die Dienstmädchen der ganzen Umgegend war; alle wollten an der Studentenpfeife vorbei. „Wer ist denn das?‹ fragte ich, ›Du grüßtest ja hinauf.“ „Das ist Hermann Maron.“ (…) Zu festgesetzter Stunde stieg ich mit meinem Freunde die schmale stockdunkle Stiege hinauf und wurde, nachdem wir uns bis ins Helle durchgetappt hatten, einem in einem kleinen und niedrigen Zimmer versammelten Kreise junger Männer vorgestellt. Es waren ihrer nicht viele, sechs oder acht, und nur zwei davon haben später von sich reden gemacht. Der eine war der von jener flüchtigen Begegnung her mir schon bekannte Hermann Maron selbst, der andere war Julius Faucher Beide vollkommene Typen jener Tage. (…) Hermann Maron, unser Herbergsvater, gab den Ton an. Er war aus einem sehr guten Hause, Sohn eines Oberforstmeisters in Posen, und hatte sich, von Jugend an maßlos verwöhnt, in völlige Prinzenmanieren eingelebt. Selbst der skeptische und an Klugheit ihm unendlich überlegene Faucher unterwarf sich ihm, vielleicht weil er, wie wir alle, in den bildhübschen Jungen verliebt war. Dazu kam Marons offenbare dichterische Überlegenheit. Eins seiner Gedichte führte den Titel: Ich mach’ ein schwarzes Kreuz dabei, Worte, die zugleich den viermal wiederkehrenden Refrain des vierstrophigen Liedes bildeten. Mutter, Freund, Geliebte sind vor ihm hingestorben und die Frage tritt jetzt an ihn heran, was seiner wohl noch harre, in Leben, Liebe, Glück. Und ich mach’ ein schwarzes Kreuz dabei lautet auch hier wieder, vorahnend, die Antwort. Sein Leben war ein verfehltes und jäh schloß es ab. Meine Bekanntschaft mit ihm war damals, Sommer 1840, nur von kurzer Dauer, auch kamen wir uns nicht recht näher, weil ich, trotz des glatten Gesichts, ja, ich möchte fast sagen, um desselben willen, etwas Unheimliches an ihm herausfühlte. (…) Dann – aber erst geraume Zeit später – ersah ich aus den Zeitungen, daß er sich einer nach Ostasien (Japan) bestimmten staatlichen Expedition angeschlossen habe, deren Chef Graf Fritz Eulenburg, der spätere Minister des Innern, war. Marons Stellung zu Graf Fritz Eulenburg, der wohl eine Vorliebe für derartig aparte Persönlichkeiten haben mochte, war die denkbar beste, so daß sich ihm, dem sichtlich Bevorzugten, eine glänzende Zukunft zu bieten schien. Er gab auch ein Buch über Japan heraus, das sehr gerühmt wurde. Trotzdem wollte es nichts Rechtes mit ihm werden, so daß er es schließlich als ein großes Glück ansehen mußte, daß sich eine reiche, nicht mehr junge schlesische Dame in ihn verliebte. Die Vermählung fand statt, und es folgten halbwegs glückliche Jahre, wenn das Gefühl, aus den Schulden und Verlegenheiten heraus zu sein, ausreicht, einen Menschen glücklich zu machen. In diesen Jahren sah ich in wieder, als einen Sechziger, oder doch nicht viel jünger. Es war in einem großen Zirkel bei Wilhelm Gentz, dem Afrikamaler, (…) Es kam aber nicht dazu, denn nicht sehr viel später schied er aus dem Leben. Es verlief so. Das Vermögen der Frau war aufgezehrt und er bezog eine Wohnung, wenn ich nicht irre, ganz in der Nähe des Oranienburger Tores, nur wenig hundert Schritt von jener Auguststraßenecke entfernt, wo ich ihn vierzig Jahre früher kennen gelernt hatte. Die Verlegenheiten wurden immer größer, und er beschloß seinen Tod. Sein Verfahren dabei war Maron vom Wirbel bis zur Zeh. Er zeigte sich übrigens, als die Stunde da war, nicht ohne eine gewisse, wenn auch nur von Dankbarkeit und vielleicht mehr noch von Charakterkenntnis diktierten Liebe zu seiner Frau, und so kam es denn, daß er sich die Frage stellte: „Ja, wenn du nun fort bist, was wird alsdann aus dieser Armen, die nie für sich denken und handeln konnte? Das beste ist, sie stirbt mit.“ Und so saßen sie denn auf dem Sofa der immer öder gewordenen Wohnung und nahmen ein allereinfachstes Frühstück ein. Die Frau, ahnungslos, ließ es sich schmecken und noch den Bissen im Munde, traf sie die tödliche Kugel. Im nächsten Augenblick schoß er sich selbst durch die Schläfe. Charakteristisch war auch der an den Hauswirt gerichtete Brief, der sich auf seinem Schreibtisch vorfand. Er entschuldigte sich darin, daß er nicht bloß die Miete nicht gezahlt, sondern durch sein Tun auch das Weitervermieten erschwert habe. Das war sein letztes. „Ich mach’ ein schwarzes Kreuz dabei“.“

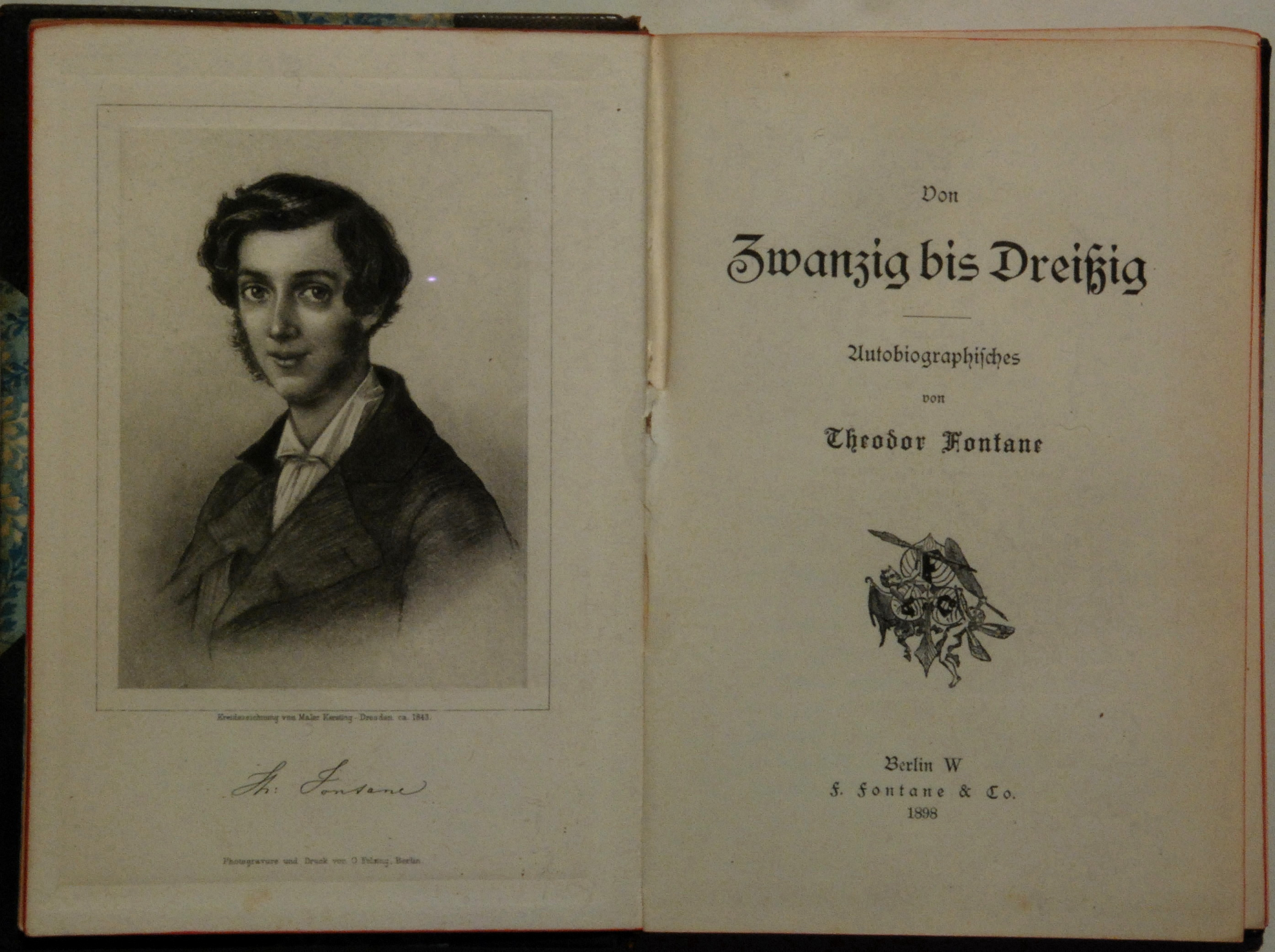
Von Zwanzig bis Dreißig: Fontanes nicht immer zuverlässige Erinnerungen an Hermann Maron

In der vierten Auflage der Wanderungen durch die Mark Brandenburg. Die Grafschaft Ruppin fügt Fontane unter anderem ein:

„Der andere, den ich traf, war Hermann Maron, den ich seit länger als 45 Jahren (wo wir gemeinschaftlich einen Dichterklub gegründet) nicht wiedergesehen hatte. Wir fanden uns – sehr verändert; sein Leben war wunderbar gegangen, und vier Wochen später schoß er erst seiner Frau, dann sich selber eine Kugel durchs Herz.“

In dem Aufsatz Cafés von heut und Konditoreien von ehmals schrieb Fontane 1886:

„Irr ich nicht, so war es nur ein dreistrophiges Gedicht von Hermann Maron, das uns an diesem Abende zu Gesicht kam und das uns entzückte. Maron war einer der talentvollsten aus dem Kreise, faul und schlaff, und dann plötzlich von einer krankhaften Energie. So schied er auch später aus dem Leben und erschoß, vor nun gerade drei Jahren, erst seine Frau, dann sich selbst. Als wir das Gedicht gelesen hatten (der Refrain war: Ich mach ein schwarzes Kreuz dabei), kam Fiocati wieder (…). Das war Anno 42.“

Verglichen mit den Abschiedsbriefen und dem Lebenslauf Marons hat Fontane Dichtung und Wahrheit merkwürdig verwoben.

### Maron und Karl Marx

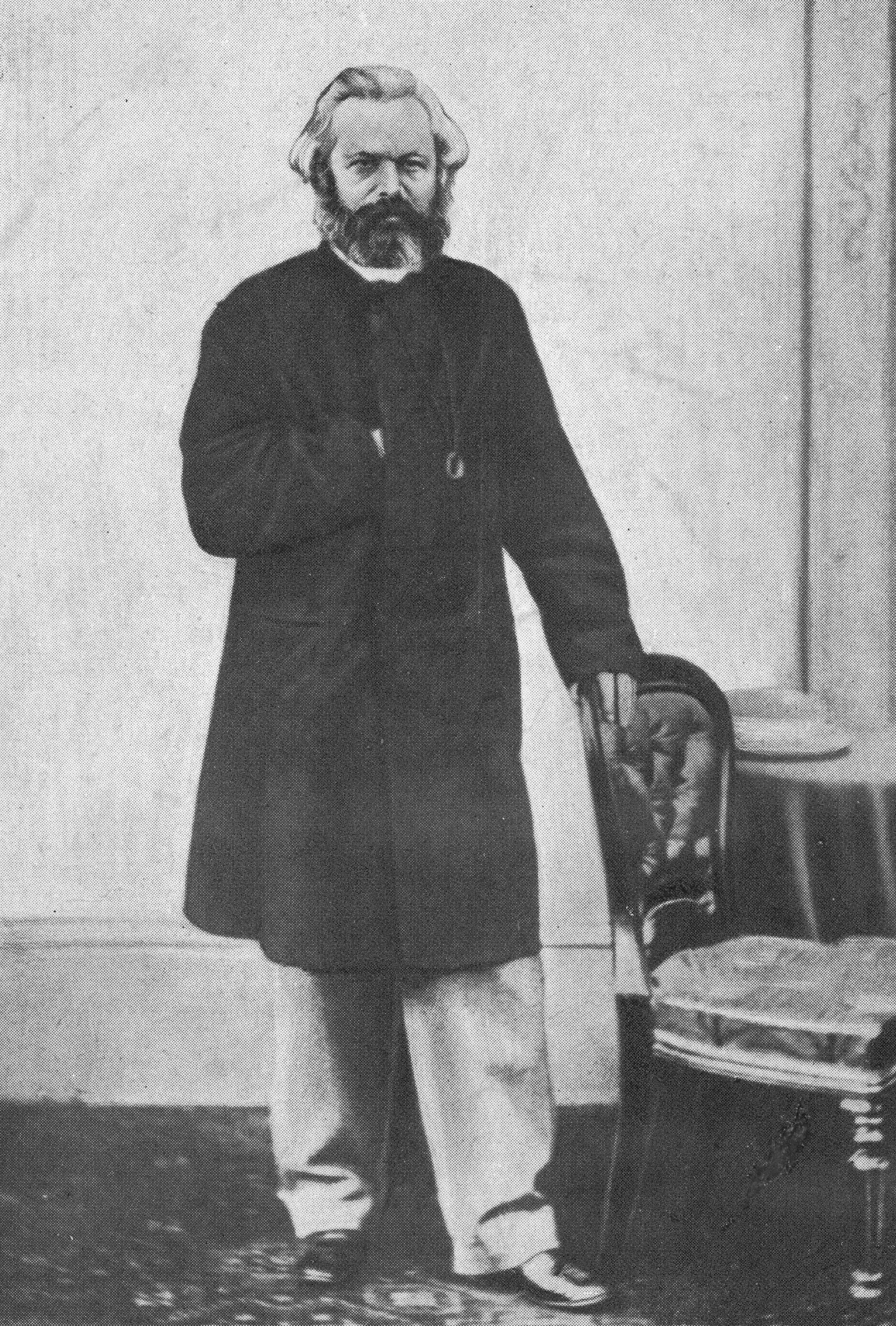
Karl Marx (Foto von 1866), Leser von Marons Buch Japan und China

Wilhelm Liebknecht, der Freund von Karl Marx, kehrte nach der preußischen Amnestie von 1862 aus dem Londoner Exil nach Berlin zurück. Karl Marx, durch Liebknecht aufmerksam geworden, beschäftigte sich in der Folgezeit mit Hermann Maron, den er, entgegen vielfachen Behauptungen, nicht im Kreis der „Freien“ in Berlin 1840 kennengelernt haben konnte. Mackay, der Biograf Max Stirners, der auch von Fontane unterstützt wurde, bezeichnet Maron und Marx als Mitglied der Freien. Indirekt hatte Marx mit Maron schon im Oktober 1849 zu tun, als Marons Mitredakteur der „Ostsee-Zeitung und Börsen-Nachrichten der Ostsee“, Eduard Tiessen aus Stettin, sieben Pfund Sterling an den „Ausschuß zur Unterstützung deutscher politischer Flüchtlinge“ nach London überwies. Maron war gewiss einer der Mitspender. Am 13. Februar 1866 schreibt Karl Marx an Friedrich Engels: „Die neue Agrikulturechemie in Deutschland, speziell Liebig und Schönbein, die wichtiger für diese Sache als alle Ökonomen zusammengenommen (…). Auch der Aufschluß von Japan (ich lese sonst im Durchschnitt, wenn nicht professionell genötigt, niemals Reisebeschreibungen)war hier wichtig.“. Marx hatte das Buch Japan und China von Maron gelesen. Auch deshalb exzerpierte Marx die Broschüre von Maron Extensiv oder intensiv? Ein Kapitel aus der landwirtschaftlichen Betriebslehre Marx schreibt in seinem Entwurf für den dritten Band des Kapitals (Ökonomische Manuskripte 1866–1867):

„Herr Dr. H. Maron (Extensiv oder Intensiv?) geht aus von der falschen Voraussetzung derer, die er bekämpft. Er nimmt an, daß das im Ankauf des Bodens angelegte Capital ›Anlagecapital‹ sei und streitet nur über die respectiven Begriffsbestimmungen von Anlagecapital und Betriebscapital. Seine ganz schülerhaften Vorstellungen von Capital überhaupt, übrigens zu entschuldigen bei einem Nicht-Oekonomen durch den Zustand der deutschen ›Volkswirthschaftslehre‹, verbergen ihm, daß dieß Capital weder Anlage- noch Betriebscapital ist; so wenig wie das Capital, das ein Mann an der Börse im Ankauf von Aktien oder Staatspapieren anlegt, und das für ihn persönlich Capitalanlage vorstellt, in irgend einem Productionszweig ›angelegt‹ wird.“

Bevor Marx Maron exzerpierte, las er von Justus von Liebig Einleitung in die Naturgesetze des Feldbaus sowie Liebigs Die Chemie und ihre Anwendung auf Agricultur und Chemie, in denen Liebig den Bericht von Hermann Maron an das Landwirtschaftsministerium fast vollständig abdruckte. Außerdem besaß Marx zwei Bücher (mit Anmerkungen versehen) von Julius Au, die auch den Aufsatz von Maron zitierten.
Franz Mehring, der bekannte Historiker und Biograf von Karl Marx, schrieb über Hermann Maron: „während die Faucher und Maron die lärmendsten Tamtamschläger wurden für die ausbeuterische Herrschaft des Kapitals oder auch wie Meyen ihre unterthänigsten Kulis“.

### Mitarbeiter an Tageszeitungen
- Berliner Zeitungshalle, 1848
- Berliner Beobachter, 1863–1865
- Berliner Tageblatt und Handels-Zeitung, 1878–1882
- Königlich privilegierte Berlinische Zeitung von Staats- und gelehrten Sachen. Vossische Zeitung, 1862–1863
- Die Post. Berliner neueste Nachrichten, 1882
- Deutsches Handelsblatt. Wochenblatt für Handelspolitik und Volkswirtschaft. Zugleich Organ für die amtlichen Mitteilungen des Deutschen Handelstages. Hrsg.vom Generalsecretariat des Deutschen Handelstages. Berlin, 1871
- Tägliche Rundschau. Unabhängige Zeitung für nationale Politik.1881–1882

## Werke
- Der religiöse Fortschritt unserer Zeit mit Beziehung des von Ronge und Czerski beregten Streitpunkte. Wilhelm Engelmann, Leipzig 1845 books.google.com[48]
- Mein Freihandel. Ein Separatvotum von H. Maron, Mitglied des Berliner Handels-Vereins gegen das Programm desselben. A. von Schroeter, Berlin 1847 books.google.com
- Extensiv oder intensiv? Ein Kapitel aus der landwirtschaftlichen Betriebslehre. Verlag von Wilhelm Clar, Oppeln 1859 books.google.com
- Japan und China. Reiseskizzen, entworfen während der Preußischen Expedition nach Ost Asien von einem Mitgliede derselben. 2 Bde. Otto Janke, Berlin 1863 Digitalisierte Sammlungen der Staatsbibliothek zu Berlin Erster Band Digitalisierte Sammlungen der Staatsbibliothek zu Berlin Zweiter Band
- Die Schlacht- und Mahlsteuer. Selbstverlag des Verfassers, Berlin 1863
- H. Maron und Edmund Titz: Aufruf zur Gründung einer Häuserbau. Liebheit & Thiesen, Berlin 1867
- Materialien zum Zolltarif. Zusammenstellung der auf den Zolltarif bezüglichen Anträge und Petitionen sowie der Verhandlungen des ersten deutschen Zollparlaments. Im Anhange: Der neue Zolltarif im Auftrage des bleibenden Ausschusses des Deutschen Handelstages hrsg. von Dr. H. Maron. Stielke & van Muyden, Berlin 1868[49]
- Die Gesellschaft und ihre Geisteskranken. Ein Wort für gebildete Laien und für Aerzte. Georg Böhme, Leipzig 1880[50]

## Aufsätze (Auswahl)
- Arbeiter-Klub im Café d’Artistes. In: Berliner Zeitungs-Halle, Nr. 77 vom 31. März 1848
- H. Maron, E. Tiessen: Wir übernehmen mit dem heutigen Tage. In: Ostsee-Zeitung und Börsen-Nachrichten der Ostsee Nr. 154 vom 24. August 1848
- Das japanische Theater. In: Sonntagsbeilage der Königlich privilegierte Berlinische Zeitung von Staats- und gelehrten Sachen, Vossische Zeitung, Berlin Nr. 98 vom 28. April 1861, S. 1–2
- Das System der flüssigen Düngung durch Röhrenleitung. Bericht des Herrn Dr. Maron (Mitglied der preußischen ost-asiatischen Expedition). In: Annalen der Landwirthschaft in den Königlich Preußischen Staaten. von C. von Salviati. 19. Jg. XII. December 1861. Berlin: Gustav Bosselmann 1861, S. 417–424
- Zur Chakteristik Japan’s. Shanghai 18. Feb. In: Die Grenzboten. 20. Jg. I. Semester. Bd. 2, Leipzig 1861, S. 265–276
- Zur Chakteristik Japan’s. (Schluß) In: Die Grenzboten. 20. Jg. I. Semester. Bd. 2, Leipzig 1861, S. 310–31
- Nachtrag zu „Charakteristik Japans“ Nagasaki 7. Mai. In: Die Grenzboten. 20. Jg. II. Semester. Bd. III, Leipzig 1861, S. 195–199 Digitalisat
- Spanien. In: Dr. Wilhelm Hamm’s Agronomische Zeitung. 16. Jg., Leipzig. Nr. 7 vom 12. Februar 1861, S. 109
- Bericht an den Minister für die landwirthschaftlichen Angelegenheiten über die japanische Landwirthschaft. In: Annalen der Landwirthschaft in den Königlich Preußischen Staaten. von C. von Salviati, 20. Jg., Bd. XXXIX., Berlin 1862, Januar, S. 35–72 Digitalisat
- Justus von Liebig: Die Naturgesetze des Feldbaues, Braunschweig 1862 Digitalisat
- Madeira. In: Westermann’s Jahrbuch der Illustrirten Deutschen Monatshefte. Bd. 11, H. 64, Januar 1862, S. 415–421 Digitalisat
- Sie haben in den letzten Tagen (…). In: Die Verhandlung des fünften Congresses deutscher Volkswirthe zu Weimar am 8., 9., 10. und 11. September 1862. Stenographischer Bericht. Hofbuchdruckerei, Weimar 1862, S. 120–129
- Rio de Janeiro. (Eine Reiseerinnerung). In: Meyer’s Universum für 1862. Ein Jahrbuch für Freunde der Natur und Kunst. Hrsg. von Hermann J. Meyer. 2. Bd., Hildburghausen 1863, S. 151–156Digitalisat
- Bevölkerung und Grundeigenthum in China. In: Vierteljahrschrift für Volkswirtschaft und Culturgeschichte. Hrsg. von Julius Faucher. Jg. 1863. 1. Bd., S. 28–53
- Anbau-Versuche mit japanischen Semereiem. In: Annalen der Landwirthschaft in den Königlich Preußischen Staaten. von C. von Salviati. Wochenblatt, III. Jg. No. 21, vom 20. Mai 1863, S. 1–2
- Ein Ritt in die Gegend von Jeddo. In: Illustrirtes Familien-Journal. Eine Wochenschrift für Unterhaltung und Belehrung. Leipzig / Dresden / Wien / Berlin 1864, Nr. 18
- Funchal auf der Insel Madeira. In: Meyer’s Universum für 1863. Ein Jahrbuch für Freunde der Natur und Kunst. Hrsg. von Hermann J. Meyer. 3. Bd., Hildburghausen 1864, S. 161–165 Digitalisat
- Das japanische Familienleben. In: Deutsche Roman-Zeitung. 2. Jg., 2. Bd. Berlin 1865, S. 478–479
- Die Colonisation von Formosa. In: Königlich privilegierte Berlinische Zeitung von Staats- und gelehrten Sachen, Vossische Zeitung, Berlin Nr. 38 vom 15. Februar 1866
- Entdeckungsreisen in’s Grüne In: Vereinigte Frauendorfer Blätter. Allgemeine deutsche Gartenzeitung, Obstbaumfreund, Bürger- und Bauern-Zeitung hrsg. von der Praktischen Gartenbaugesellschaft in Bayern. Redakteur: Eugen Fürst. Frauendorf. Nr. 23. vom 9. Juni 1864, S. 177–178 (Abdruck aus dem Berliner Beobachter) Digitalisat
- Stenographie. In: Berliner Beobachter. 3. Jg. Berlin 1865, Nr. 51
- Die Gesellschaft und ihre Geisteskranken. Ein Wort für gebildete Laien und für Aerzte. In: Berliner Tageblatt Nr. 98, Nr. 99 und Nr. 100, Berlin 1880
- Das neue Reichstagsgebäude. Ein Mahnwort in letzter Stunde. In: Tägliche Rundschau, 19. März 1882
- Holzertrag und Holzzölle: In: Die Post. Berliner neueste Nachrichten, Berlin, Nr. 326 vom 29. November 1882

## Übersetzte Aufsätze
- Justus von Liebig: The Natural Laws of Husbandry. Edited by John Blyth, London 1863, S. 386–402 Digitalisat
- De Landbouw in Japan door H. Maron lid der Preuissische Oost-Aziatische expeditie. Uit de Ann. der Landwirthschaft 1862. In: Friend Landman. 28 Jg., 1864, S. 481–534
- Ramón Torres Muñoz y Luna: Estudios quimicos sobre economia agricola en general, y particularmente sobre la importancia de los abonos fosfatados, Madrid 1868, S. 113–127 Digitalisat

## Erinnerungen an Hermann Maron
- Leopoldina. Amtliches Organ der Kaiserlich Leopoldino-Carolinischen Deutschen Akademie der Naturforscher. Hrsg. von Dr. H. C. Knoblauch. Heft XIX. Nr. 5–6, März 1883. Halle a. S., S. 55
- 1872–1897. Fünfundzwanzig Jahre Deutscher Zeitgeschichte. Jubiläumsschrift hrsg. von der Redaktion des Berliner Tageblatts. Rudolf Mosse, Berlin 1897, S. 193
- Alexander Meyer: Theodor Fontane In: Die Nation. Wochenschrift für Politik, Volkswirtschaft und Literatur. Berlin. Nr. 43 vom 23. Juli 1898, S. 615–616
- Moritz Lazarus: Lebenserinnerungen. Bearb. von Nahida Lazarus und Alfred Leicht. Georg Reimer, Berlin 1906, S. 196
- Isidor Kastan: Berlin wie es war. Mit 10 Illustrationen. 7. Auflage. Rudolf Mosse, Berlin 1919, S. 206–207